# Рондо
Рондо је музички облик који је заснован на једној, две, три или више тема. Главна тема се јавља најмање 3 пута у току облика, увек у основном тоналитету. Постоје 3 врсте ронда, Купренов рондо, класични рондо и сонатни рондо. 